# 耶科拉
耶科拉（西班牙語：Yécora）是西班牙巴斯克自治区阿拉瓦省的一个市镇。总面积19km²，总人口260人（2001年），人口密度14人/km²。